# Snooky Pryor

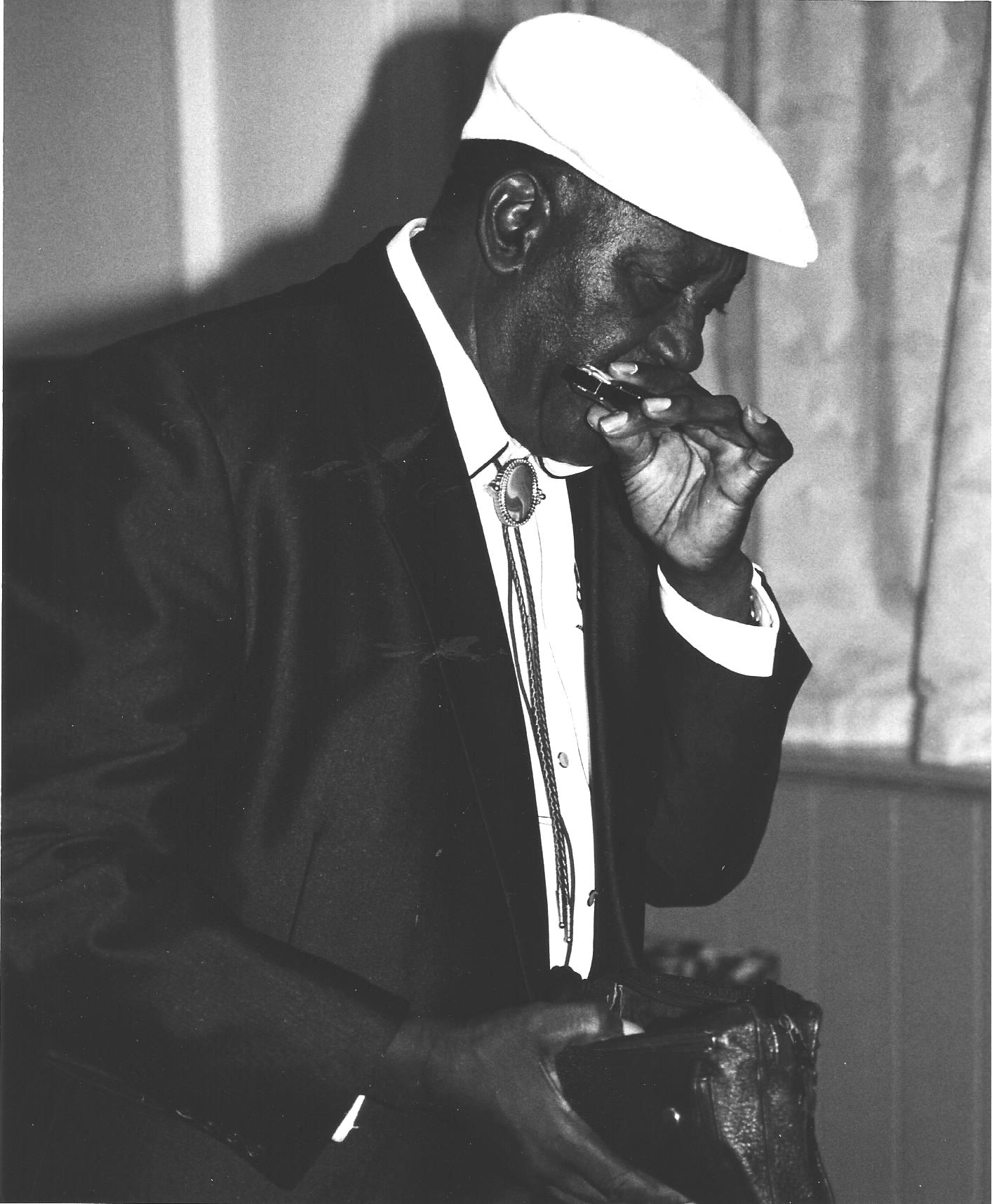
Snooky Pryor

James Edward „Snooky“ Pryor (* 15. September 1921 in Lambert, Mississippi; † 18. Oktober 2006 in Cape Girardeau, Missouri) war ein einflussreicher afroamerikanischer Blues-Sänger und Mundharmonikaspieler.

## Leben und Wirken
Pryor war – neben Little Walter – einer der Pioniere der 'fetten', verstärkten Spielweise der 'Bluesharp'. Während er in der Army diente, blies er zunächst auf einer Militärtrompete Signale durch ein Verstärkersystem, was ihn darauf brachte, das gleiche mit seiner Mundharmonika auszuprobieren. Nach der Entlassung aus der Army erwarb er einen eigenen Verstärker und begann, in Chicago auf der Maxwell Street, aber auch in Clubs zu spielen und nahm bis Ende der 1950er Jahre eine Reihe von Schellack-Schallplatten auf verschiedenen Plattenlabeln auf, so auch für das Label J.O.B.
Pryor zählte Sonny Boy Williamson I. und Sonny Boy Williamson II. zu seinen musikalischen Vorbildern.
Nine Below Zero, Judgement Day, Crazy 'Bout My Baby, How'd You Learn to Shake It Like That und Shake My Hand sind seine bekanntesten Songs.
Snooky Pryor starb am 18. Oktober 2006 in einem Krankenhaus in Cape Girardeau, Missouri, im Alter von 85 Jahren.

## Diskographie

### Singles
- "Boogie"  b/w "Telephone Blues" (1948) Planet
- "Someone to Love Me" b/w "Judgement Day" (1956) Vee-Jay Records

### Alben
- Homesick James & Snooky Pryor (1973) Virgin Records, London
- Do It If You Want To (1973) ABC Records, Los Angeles, New York
- Snooky (1989) Blind Pig Records
- Snooky Pryor (1991) Paula Records
- Johnny Shines and Snooky Pryor: Back To The Country (1991) Blind Pig Records
- Snooky Pryor: Too Cool To Move (1992) Antones
- In This Mess Up to My Chest (1994) Antones
- Mind Your Own Business (1996) Antones
- Snooky Pryor: Shake My Hand (1999) Blind Pig Records
- Can't Stop Blowin' (1999) Electro-Fi
- Super Harps II mit Carey Bell, Lazy Lester, Rafuel Neal (2001) Telarc
- Snooky Pryor and his Mississippi Wrecking Crew (2002) Electro-Fi
- Mojo Ramble (2003) Electro-Fi
- Double Shot Snooky Pryor and Mel Brown (2005) Electro-Fi

### Gastmusiker (Auswahl)
- Homesick James Ain't Sick No More (1973)
- Homesick James Sad and Lonesome (1980)
- Memphis Slim, Matt Murphy, Eddie Taylor Together Again One More Time/Still Not Ready For Eddie (1990)
- Johnny Shines Back To The Country (1991)
- Bob Margolin My Blues & My Guitar (1995)
- Sunnyland Slim 1949–1951 (2002)
- Down The Dirt Road: The Songs Of Charley Patton (2001)
- Big Bill Morganfield Born Lover (2009)

| Personendaten    | Personendaten                         |
| ---------------- | ------------------------------------- |
| NAME             | Pryor, Snooky                         |
| ALTERNATIVNAMEN  | Pryor, James Edward (wirklicher Name) |
| KURZBESCHREIBUNG | US-amerikanischer Blues-Musiker       |
| GEBURTSDATUM     | 15. September 1921                    |
| GEBURTSORT       | Lambert, Mississippi                  |
| STERBEDATUM      | 18. Oktober 2006                      |
| STERBEORT        | Cape Girardeau, Missouri              |